# Metrodorea stipularis
Metrodorea stipularis är en vinruteväxtart som beskrevs av Carl Friedrich Philipp von Martius. Metrodorea stipularis ingår i släktet Metrodorea och familjen vinruteväxter. Inga underarter finns listade i Catalogue of Life.